# Kate Gosselin
Pour les articles homonymes, voir Gosselin.
Katie Irene "Kate" Gosselin, née Katie Irene Kreider, est une célébrité de la télévision américaine, connue avant tout pour son émission de téléréalité Kate Plus 8, au cours de laquelle son mari Jon Gosselin (ils sont maintenant divorcés) et elle sont suivis alors qu'ils élèvent une famille composée de sextuplés et de jumeaux.

## Biographie
Katie Irene Kreider est née à Philadelphie en Pennsylvanie. Elle est la deuxième fille d'une famille de cinq enfants. Ses frères et sœurs sont Kendra, Christen, Clairissa et Kevin. Ses parents sont Charlene (née Kolak) et Kenton Eugene Kreider. Son père est pasteur.
Kreider a rencontré Jon Gosselin lors d'un pique-nique le 5 octobre 1997. Ils se sont mariés le 12 juin 1999. Le 8 octobre 2000 elle a donné naissance à deux filles jumelles, Cara et Madelyn. 
Elle est tombée enceinte par le traitement de fertilité. Après de nouveaux traitements, elle est de nouveau enceinte et a donné naissance le 10 mai 2004 à Hershey des sextuplés, Aaden, Collin, Joel, Leah, Alexis et Hannah.
À la suite de la naissance des sextuplés, la famille participe une émission de télé-réalité sur la chaîne NBC. La famille a été filmée pendant trois ou quatre jours par semaine. Les deux premières saisons ont été diffusées sur Discovery Health Channel et ensuite déplacées vers The Learning Channel (TLC).
Elle a écrit trois livres. Son premier livre, écrit avec son mari, a été publié en novembre 2008, intitulé Bénédictions multiples. Il est numéro cinq sur la liste des meilleurs vendes du New York Times et vendu plus de 500 000 exemplaires. Son deuxième livre, Huit petits visages, a été édité en avril 2009. Son troisième livre, intitulé Je veux juste que vous sachiez, est édité le 13 avril 2010, et s'est vendu à 10000 copies dans sa première semaine et devient un best-seller.

## Émissions télévisées
- 2005 - Surviving Sextuplets and Twins.
- 2010 - Dancing with the Stars sur ABC (participante)
- 2015 : The Celebrity Apprentice sur NBC (participante)